# 月亮星星太陽
《月亮星星太陽》是一套於1988年上映的以女性為主導香港劇情片，導演為麥當傑。電影講述三位女子各因不同原因進入歡場工作，但最終都領悟到歡場無真愛的道理。女主角分別是當時電視紅星鄭裕玲，電影紅星鍾楚紅及玉女明星張曼玉，而主角之一鄭裕玲更因此電影得到台灣金馬獎最佳女主角。

## 角色
| 演員   | 角色           | 粵語配音 | 備註                           |
| 鍾楚紅 | Gigi           | 鍾楚紅   |                                |
| 張曼玉 | 阿May          | 陳敏兒   |                                |
| 鄭裕玲 | Porsche        | 鄭裕玲   |                                |
| 胡錦   | Margarita/佩文 |          | 夜總會小姐領班（港稱: 媽媽生） |
| 譚倩紅 |                | 黃小英   | May母親                        |
| 成奎安 | 全哥           | 賈鳳悟   | 夜總會客人                     |

## 獎項
第25屆金馬獎最佳女主角: 鄭裕玲

## 外部連結
- 豆瓣电影上《月亮星星太陽》的資料 （简体中文）
- 时光网上《月亮星星太陽》的資料（简体中文）
- AllMovie上《月亮星星太陽》的资料（英文）
- 爛番茄上《月亮星星太陽》的資料（英文）
- 香港影庫上《月亮星星太陽》的資料（繁體中文）
- 互联网电影数据库（IMDb）上《月亮星星太陽》的资料（英文）